# Podróż apostolska Benedykta XVI do Turcji
Podróż apostolska Benedykta XVI do Turcji odbyła się w dniach 28 listopada–1 grudnia 2006.
Głównym celem pielgrzymki było spotkanie Benedykta XVI z ekumenicznym patriarchą Konstantynopola Bartłomiejem I. Wizyta wzbudzała jednak zainteresowanie również z powodu możliwego zamachu na papieża, lub któregoś z towarzyszących mu kardynałów, którego mieliby dokonać fundamentaliści islamscy, w odwecie za przytoczenie krytycznych słów Manuela II Paleologa dotyczących tej wiary we wrześniu tego roku, w czasie pielgrzymki do Niemiec (wykład ratyzboński). Wyrwane z kontekstu słowa przyczyniły się wówczas do wielu antypapieskich wystąpień w krajach muzułmańskich.

## Program wizyty
28 listopada 2006
- 9:00 – wylot z Rzymu do Ankary
- 13:00 – przylot  na lotnisko Esemboğa; spotkanie z premierem Turcji
- 14.00 – wizyta w mauzoleum Atatürka
- 15.00 – ceremonia powitalna oraz wizyta kurtuazyjna u prezydenta Turcji
- 16.30 – spotkanie z dyrektorem urzędu ds. wyznań, przemówienie papieża
- 18.30 – spotkanie z korpusem dyplomatycznym, przemówienie papieża

29 listopada 2006
- 11.00 – msza (homilia papieża) w Efezie (ok. 5000 osób)
- 19.30 Stambuł – wizyta i modlitwa w katedrze Patriarchatu Konstantynopolitańskiego pw. św. Jerzego
- 18.45 – spotkanie prywatne z patriarchą Bartłomiejem I

30 listopada 2006
- 8.45 Boska Liturgia w patriarszej katedrze św. Jerzego – przemówienie papieża i wspólna deklaracja (ok. 1200 osób)
- 16.00 – wizyta w muzeum Hagia Sophia
- 17.15 – wizyta i modlitwa w katedrze Ormiańskiego Kościoła Apostolskiego (ok. 200 osób)
- 17.45 – spotkanie z patriarchą Mesrobem II, przemówienie papieża; spotkanie z metropolitą przedchalcedońskiego Kościoła syryjskiego; spotkanie z głównym rabinem Turcji
- 20.00 – spotkanie i kolacja z członkami katolickiej Konferencji Episkopatu

1 grudnia 2006
- 8.00 – msza w katolickiej katedrze pw. Ducha Świętego – (homilia papieża) (ok. 1200 osób)
- 12.45 – ceremonia pożegnalna na lotnisku w Stambule
- 13:15 –  odlot samolotu do Rzymu
- 14:45 –  przylot do Rzymu na lotnisko w Ciampino